# Valledupar

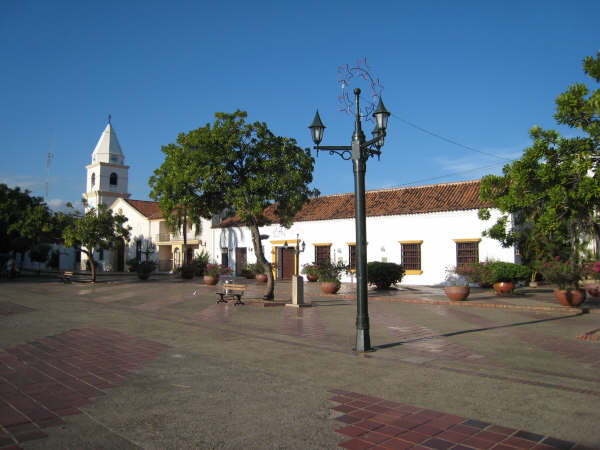
Plaza Alfonso Lopez

Valledupar – miasto w północnej Kolumbii, u podnóża masywu Sierra Nevada de Santa Marta, ośrodek administracyjny departamentu Cesar. Około 320 tys. mieszkańców.